# Albatros C.VII
Albatros C.VII là một loại máy bay trinh sát của Đức trong Chiến tranh thế giới I.

## Biến thể
C.VI
N.I
Biến thể ném bom đêm

## Quốc gia sử dụng
German Empire
- Luftstreitkräfte

## Tính năng kỹ chiến thuật (C.VII)
Đặc điểm tổng quát
- Kíp lái: two, pilot and observer
- Chiều dài: 8,70 m (28 ft 6 in)
- Sải cánh: 12,78 m (41 ft 11 in)
- Chiều cao: 3,8 m (12 ft 6 in)
- Diện tích cánh: 43,4 m2 (467 ft2)
- Trọng lượng rỗng: 989 kg (2.180 lb)
- Trọng lượng có tải: 1.550 kg (3.420 lb)
- Powerplant: 1 × Benz Bz.IV, 150 kW (200 hp)

Hiệu suất bay
- Vận tốc cực đại: 170 km/h (110 mph)
- Thời gian bay: 31⁄3 giờ
- Trần bay: 5.000 m (16.500 ft)
- Vận tốc lên cao: 3,2 m/s (630 ft/phút)

Vũ khí trang bị
- 1 × súng máy Spandau LMG 08/15 7,92 mm (.312 in)
- 1 × súng máy Parabellum MG14 7,92 mm (.312 in)
- 90 kg (200 lb) bom